# Mussa Chamaune
Mussa Chamaune (nascido em 19 de agosto de 1992) é um canoísta moçambicano. Ele competiu nos 1000 metros C-1 para homens nos Jogos Olímpicos de Verão de 2016.

## 2016
Juntamente com seu colega, canoísta Joaquim Lobo, ele tomou parte nos Jogos Olímpicos de 2016, no Rio de Janeiro, Brasil; Lobo e Chamaune foram os primeiros Moçambicanos canoístas a participaram em Jogos Olímpicos. Ele se classificou na fase de qualificação realizada entre 29 de Março e 2 de abril de 2016, em Pretória, África do Sul. Ao longo da preparação, os dois canoístas receberam amplo apoio da Confederação Brasileira de Canoagem.
Nos Jogos Olímpicos de 2016, Chamaune competiu tanto na sozinho na prova de 1000 m quanto juntamente com Lobo na canoa para 1000 m. No evento solo ele concluiu com um tempo de 5: 00.454 min (7º lugar) nas semifinais, em seguida, retirou-se com um tempo de 5: 07.281 de min (8º lugar). Na canoa dupla com Lobo, ele chegou à final e terminou com um tempo de 4:38.732 min o 11º lugar.